# Jaciment arqueològic subaquàtic del derelicte Bou Ferrer
El jaciment arqueològic del derelicte Bou Ferrer està compost per les restes d'un vaixell de l'Alt Imperi romà i el seu carregament, que es troba en l'actualitat protegit per un tancament subaqüàtic. Es tracta d'un jaciment arqueològic excepcional, entre altres motius per ser la major nau romana en procés d'excavació a la Mediterrània o per les grans dimensions dels lingots de plom que transportava, molt majors de l'habitual.
Segons les dades obtingudes en els estudis realitzats fins hui, el seu carregament principal es conserva pràcticament íntegre i està format per un conjunt homogeni d'àmfores Dressel 7-11 que es destinaven al transport de salses de peix. El carregament secundari estava compost per lingots de plom.

## Descripció
El descobriment del derelicte romà Bou Ferrer va ser comunicat a l'Ajuntament de la Vila Joiosa el 1999 pels bussejadors esportius José Bou i Antoine Ferrer, els cognoms dels quals van donar nom al jaciment arqueològic subaqüàtic. El derelicte reposa enfront de les platges de la Vila Joiosa.
Les seues dimensions indiquen que ens trobem davant un gran veler del s. I dC, destinat al comerç, dels quals connectaven la província de la Bètica amb els ports principals de Narbo, Roma i Neàpolis. Amb una eslora superior als 30 metres i un tonatge de port proper a les 230 tones, va naufragar possiblement fora de la seua ruta enfront de la platja de la Vila Joiosa.
La seua arquitectura naval no té paral·lels en la bibliografia i és l'únic mercant del període localitzat a una profunditat que permet la seua recerca científica, la qual cosa constitueix un factor més de la seua excepcionalitat. De moment, comptem amb les dades d'una xicoteta zona que coincideix amb la situació de l'eix del vaixell, que permet concloure que es tracta d'una nau construïda a casc primer, amb les taules assemblades per espigues i mortases, amb una eslora superior als 30 metres, la qual cosa la converteix, fins al moment, en la nau més gran coneguda de la seua cronologia.
Els treballs d'excavació des de 2006 han permès la recuperació de més de 300 àmfores i una dotzena de lingots de plom allargats de secció triangular, que figuren entre els més grans i pesats d'aquestes característiques coneguts fins al moment (al voltant de 70 Kg). Els experts els han datat en el s. I dC i procedirien de les mines de Sierra Morena oriental, a la península Ibèrica.
Diversos lingots presenten contramarques realitzades després d'haver-se extret de les lingoteres. Entre elles, trobem les marques estampillades en fred IMP GER AVG (Imperator Augustus Germanicus), que permeten els especialistes assegurar que els lingots de plom estudiats del derelicte Bou Ferrer pertanyien a un emperador del segle I de la dinastia julioclàudia amb títol de Germanicus, potser Claudi o, més probablement, Neró, per la datació de les àmfores i altres peces, que ens situen cap als anys 60.
L'excepcionalitat del derelicte Bou Ferrer ha estat confirmada per les dades científiques obtingudes en les diferents campanyes d'excavació arqueològica, apuntant a un possible noli per al proveïment de la família imperial mateix.
Per les dimensions del derelicte, amb més de 30 metres d'eslora i unes 230 tones de port, es creu que era capaç de transportar un carregament principal de més de 3.000 àmfores. Les excavacions arqueològiques realitzades fins al moment (2004, 2006, 2007 i des de 2012) han permès extreure més de 300 àmfores del carregament.

## Projecte Bou Ferrer
El projecte Bou Ferrer està format per la Generalitat Valenciana, l'Ajuntament de la Vila Joiosa, la Fundació General de la Universitat d'Alacant, el Grup Patrimoni Virtual de la Universitat d'Alacant i el Club Nàutic de la Vila Joiosa, amb la participació en l'equip científic d'investigadors de diferents universitats i centres de recerca de França i els Estats Units. El derelicte ha estat, a més, lloc de realització de diferents edicions de pràctiques de postgrau d'Arqueologia subaqüàtica de la Universitat de València i la Philipps-Universität Marburg. Des de 2017 el projecte Bou Ferrer compta amb la col·laboració del Centre d'Arqueologia Subaquàtica de Catalunya (CASC), depenent del Museu d'Arqueologia de Catalunya.
Els materials obtinguts en les excavacions subaqüàtiques es troben dipositats en Vilamuseu, el Museu Municipal de la Vila Joiosa, on existeix un espai denominat "Taller del Bou Ferrer i la Navegació Antiga" en el qual es realitzen labors de divulgació del jaciment i de suport a les visites subaqüàtiques de bussejadors esportius que es realitzen dins del projecte científic, que estan obertes també a persones amb discapacitat, i que són un projecte pioner en l'Arqueologia subaqüàtica.
En definitiva, es tracta d'un vaixell d'època alt-imperial en el qual es combinen una sèrie de característiques que el converteixen en un jaciment arqueològic subaqüàtic sense paral·lel conegut en l'actualitat, tant pel seu excel·lent estat de conservació com pel carregament, el casc de la nau i les seues grans dimensions.

## Protecció
L'àrea del fons on es troben les restes ha estat coberta amb una estructura metàl·lica per frenar robatoris. S'han adoptat àmplies mesures per a garantir la protecció jurídica i pràctica del lloc, com ara el compromís de la Guàrdia Civil per mantenir mesures de seguretat, vigilància i realitzar inspeccions visuals del lloc com a mínim un cop al mes.